# Societat Matemàtica Europea
La Societat Matemàtica Europea és una organització europea dedicada al desenvolupament de les matemàtiques a Europa. Els seus membres són diferents societats matemàtiques d'Europa, institucions acadèmiques i matemàtics individuals.